# Velški jezik
Velški jezik je (ISO 639-3: cym; zajedno s bretonskim i kornijskim) pripadnik britonske grane keltskih jezika. Govori se uglavnom u Walesu, nekim krajevima Engleske uz granicu s Walesom te u Patagoniji oko grada Trelewa gdje postoji nekoliko velških rudarskih kolonija.
Govornika velškog jezika ima i drugdje u svijetu, najviše u ostatku Velike Britanije, u SAD-u, Australiji i Novom Zelandu, 508 000 u Ujedinjenom Kraljevstvu (1991 census), ukupno u svijetu 537 870.
Iako je desetljećima bivao ugrožen rastućom uporabom engleskog jezika, velški, zadnjih nekoliko godina, po broju govornika i po zastupljenosti u javnom životu, doživljava znatan rast. "Zakon o velškom jeziku" donesen je u Parlamentu Ujedinjenog Kraljevstva 1993. te je velški (po statusu) izjednačen s engleskim jezikom kao službeni jezik Walesa. Dodatan zamah ovom procesu dalo je osnivanje Velškog parlamenta 1999.

## Povijesni razvoj
U 6. stoljeću naziru se prvi tragovi velškog kao zasebnog jezika - do germanskih invazija na Veliku Britaniju, na čitavom otoku govorili su se britonski dijalekti s nejasnim međusobnim granicama. Do 10. st. germanski naseljenici uspjeli su zauvijek prostorno odvojiti preostale britonske zajednice te se tako postupno kristaliziraju zasebni velški, kornijski i kumbrijski jezik.
Sve do industrijske revolucije velški nije pretrpio značajniji utjecaj snažnijeg i većeg engleskog jezika, no u 19. st. sa sve većim priljevom radne snage iz drugih dijelova Velike Britanije, engleski sve više počinje dobivati na značaju pa, prema popisu iz 1891. tek polovica stanovnika Walesa govori velški, a 1981. govornika velškog je tek 19%.

### Obnova
Velški jezik je trenutno najbrže rastući manjinski jezik u svijetu. Globalni rast interesa za keltsku kulturu donio je i zanimanje za velški jezik tako da ga danas (poticani od službene politike i medija) uče i mnogi stanovnici Walesa sasvim različitog podrijetla.
Prema popisu iz 2001., velškim jezikom govori 21% stanovništva Walesa. 20% je izjavilo da može čitati velški, 18% ga može pisati, a 24% ga razumije. Međutim, najbitniji je podatak da 39% djece (od 10 do 15 godina) u Walesu govori, čita i piše velški, dok je među mladima od 16 do 19 godina taj postotak 25%.
Velški jezik se sve češće koristi u kućanstvima pa tako mladi parovi koji sami nisu bili odgojeni na velškom, već su ga naučili u školi, danas svoju djecu, često, radije odgajaju na velškom nego na engleskom.

## Vanjske poveznice
- Ethnologue (14th)
- Ethnologue (15th)